# Ла-Ферьер (Изер)
Ла-Ферье́р (фр. La Ferrière) — коммуна во Франции, находится в регионе Рона — Альпы. Департамент коммуны — Изер. Входит в состав кантона От-Грезиводан. Округ коммуны — Гренобль.
Код INSEE коммуны — 38163. Население коммуны на 2012 год составляло 231 человек. Населённый пункт находится на высоте от 812 до 2928 метров над уровнем моря. Муниципалитет расположен на расстоянии около 490 км юго-восточнее Парижа, 110 км юго-восточнее Лиона, 32 км северо-восточнее Гренобля. Мэр коммуны — Жерар Коар, мандат действует на протяжении 2014—2020 гг.
Динамика населения (INSEE):